# 武田浩二
武田 浩二（たけだ こうじ、1971年9月15日 - ）は、日本の俳優、殺陣師。アクションクラブ所属。埼玉県出身。

## 略歴・人物
1991年に田尻茂一が立ち上げたアクションクラブに入部する。アルバイトでヒーローショーを始め、伊勢・安土桃山文化村、日光江戸村などのテーマパークで20000ステージ以上のキャリアを持つ。
アクションクラブが殺陣を手掛ける劇団☆新感線には、1999年の『髑髏城の七人』で初参加。以降、劇団☆新感線のほぼすべての作品に出演している。同じくアクションクラブの川原正嗣とともに、アクション活劇を特徴とする劇団☆新感線の殺陣・アクションの中核を担っている。

## 主な作品

### 舞台

#### 劇団☆新感線
- 髑髏城の七人（1997年, いのうえひでのり 演出）出演[注 1]
- PSY U CHIC―西遊記（1999年, いのうえひでのり 演出）出演
- 阿修羅城の瞳（2000年, いのうえひでのり 演出）出演
- 野獣郎見参（2001年, いのうえひでのり 演出）出演
- 大江戸ロケット（2001年, いのうえひでのり 演出）出演
- スサノオ〜神の剣の物語（2002年, いのうえひでのり 演出）出演
- アテルイ（2002年, いのうえひでのり 演出）出演
- 阿修羅城の瞳（2003年, いのうえひでのり 演出）出演
- 髑髏城の七人〜アカドクロ（2004年, いのうえひでのり 演出）出演
- 荒神〜AraJinn〜（2005年, いのうえひでのり 演出）出演
- 吉原御免状（2005年, いのうえひでのり 演出）出演
- Cat in the Red Boots（2006年, いのうえひでのり 演出）出演
- 朧の森に棲む鬼（2007年, いのうえひでのり 演出）出演
- IZO（2008年, いのうえひでのり 演出）出演 - 戸田健助 役
- 五右衛門ロック（2008年, いのうえひでのり 演出）出演
- 蜉蝣峠（2009年, いのうえひでのり 演出）出演
- 蛮幽鬼（2009年, いのうえひでのり 演出）出演 - 果拿の学者 役
- 薔薇とサムライ（2010年, いのうえひでのり 演出）出演
- 鋼鉄番長（2010年, いのうえひでのり 演出）出演
- 港町純情オセロ（2011年, いのうえひでのり 演出）出演
- 髑髏城の七人（2011年, いのうえひでのり 演出）出演 - 服部半蔵 役
- シレンとラギ（2012年, いのうえひでのり 演出）出演
- ZIPANG PUNK 五右衛門ロックIII（2012年, いのうえひでのり 演出）出演
- 蒼の乱（2014年, いのうえひでのり 演出）出演
- 五右衛門VS轟天（2015年, いのうえひでのり 演出）出演
- 乱鶯（2016年, いのうえひでのり 演出）出演 - 鶴太郎 役 ほか
- Vamp Bamboo Burn（2016年, いのうえひでのり 演出）出演 - ヤス・出雲 役 ほか
- 髑髏城の七人 season花（2017年, いのうえひでのり 演出）出演 - 服部半蔵 役
- 髑髏城の七人 season風（2017年, いのうえひでのり 演出）出演 - 服部半蔵 役
- 修羅天魔 髑髏城の七人 season極（2018年, いのうえひでのり 演出）出演 - 服部半蔵 役
- メタルマクベスdisc2（2018年, いのうえひでのり 演出）出演
- 偽義経冥界歌（2019年, いのうえひでのり 演出）出演 - 佐郷元治 役
- けむりの軍団（2019年, いのうえひでのり 演出）出演 - 峰角 役
- 狐晴明九尾狩（2021年, いのうえひでのり 演出）出演
- 神州無頼街（2022年, いのうえひでのり 演出）出演 - 大政 役
- 薔薇とサムライ2 海賊女王の帰還（2022年, いのうえひでのり 演出）出演 - リアリスタ将軍
- ミナト町純情オセロ（2023年, いのうえひでのり 演出）出演 - 妻方弘志 役
- 天號星（2023年, いのうえひでのり 演出）出演　- 伊之吉 役
- バサラオ（2024年, いのうえひでのり 演出）出演　- ギテイ 役[7][8]
- 紅鬼物語（2025年, いのうえひでのり 演出）出演[9]
- 爆烈忠臣蔵〜桜吹雪 THUNDERSTRUCK（2025年公演予定, いのうえひでのり 演出）出演[10]

#### その他
- 劇団M.O.P 第25回公演「夏のランナー」（1998年, マキノノゾミ 演出）出演　- 竹蔵 役[11]
- 劇団M.O.P 第32回公演「夏のランナー」（1998年, マキノノゾミ 演出）出演　- 竹蔵 役[11]
- 劇団M.O.P 第34回公演「サニー・サイド・ウォーク」（1999年, マキノノゾミ 演出）出演　- 藤原紀之進・倉田一之進 役[11]
- ABCミュージカル「火の鳥」（2000年, マキノノゾミ 演出）出演
- 天保十二年のシェイクスピア（2002年, いのうえひでのり 演出）出演[12][13]
- おはつ（2004年, 鈴木裕美 演出）出演[14]
- ウーマンリブ vol.8 轟天vs港カヲル（2004年, 宮藤官九郎 演出）出演[15]
- PARCOプロデュース「Shuffle-シャッフル-」（2005年, 後藤ひろひと 演出）アクション指導[16]
- 演劇集団キャラメルボックス 『俺たちは志士じゃない』（2006年, マキノノゾミ 演出）出演[17][18]
- 冬の絵空（2008年, 鈴木勝秀 演出）殺陣指導・出演[19]
- 30-DELUX Action Club MIX「ナナシ」（2009年, 毛利亘宏 演出）出演　- 丹弦 役[20]
- シス・カンパニープロデュース「バンデラスと憂鬱な珈琲」（2009年, マギー 演出）アクション指導
- 新歌舞伎座　早乙女太一特別公演「鼓笛のかなた」（2010年）出演
- 劇団朱雀特別公演「玲瓏」（2011年）出演[21]
- 十三人の刺客（2012年, マキノノゾミ 演出）出演[22]
- 鉈切り丸（2013年, いのうえひでのり 演出）出演[23][24]
- 演劇集団キャラメルボックス ハーフタイムシアター「隠し剣鬼ノ爪」「盲目剣谺返し」（2013年, 成井豊＋真柴あずき 演出）殺陣指導[25][18]
- ショーシャンクの空に（2013年, 河原雅彦 演出）殺陣[26]
- あかいくらやみ～天狗党幻譚～（2013年, 長塚圭史 演出）出演[27]
- 黒田官兵衛～黒の旋律～（2013年, 黒羽冴凛 演出）出演[28]
- カッコーの巣の上で（2014年, 河原雅彦 演出）アクション指導[24][29]
- Dステ『駆け抜ける風のように』（2014年, 成井豊 演出）殺陣[30][18]
- 演劇集団キャラメルボックス 「TRUTH」（2014年, 成井豊 演出）殺陣・出演[31][18]
- 演劇集団キャラメルボックス 「涙を数える」（2014年, 成井豊＋真柴あずき 演出）殺陣[32]
- 演劇集団キャラメルボックス 『また逢おうと竜馬は言った』（2016年, 成井豊 演出）殺陣[33]
- 世襲戦隊カゾクマンII（2017年, 田村孝裕 演出）殺陣監修[34][35]
- 30-DELUX NAGOYA アクションクラブ MIX「ナナシ2021」（2021年, 刈馬カオス 演出）殺陣監修（※アクションクラブ名義）・出演 - 丹弦 役[36]

### 映画
- 少林少女（2008年）出演[37]